# Luke Scott (réalisateur)
Ne doit pas être confondu avec Luke Scott.
Pour les articles homonymes, voir Scott.
Luke Scott, né le 1er mai 1968 à Londres, Angleterre (Royaume-Uni) est un réalisateur, scénariste et producteur britannique.
Il est le fils de Ridley Scott.

## Biographie

### Enfance et formations
Luke Scott est le fils du réalisateur, scénariste et producteur britannique Ridley Scott et de Felicity Heywood. Il est le frère de Jake Scott, le demi-frère de Jordan Scott ainsi que le neveu de Tony Scott.

### Carrière
Après de la figuration dans Les Duellistes (The Duellists, 1977), il débute dans l'univers du cinéma en travaillant dans le département artistique d'un autre film de son père, 1492 : Christophe Colomb (1492: Conquest of Paradise) sorti en 1992.
En 1999, il dirige un épisode de la série télévisée Les Prédateurs (The Predators), adaptée du film du même nom réalisé par son oncle Tony, sorti en 1983.
Comme son père et oncle, il réalise plusieurs spots publicitaires et promotionnels avant de réaliser son premier court métrage, Loom. Il est présenté au festival du court métrage de Los Angeles en 2012. Ce film avec Giovanni Ribisi sert à mettre en avant des nouvelles caméras numériques Red.
Il participe ensuite à deux autres films de son père, Exodus: Gods and Kings (2014) et Seul sur Mars (The Martian, 2015), cette fois en tant que réalisateur de la seconde équipe. Il fait ensuite ses grands débuts de réalisateur de long métrage avec le thriller de science-fiction Morgane, avec Kate Mara,.

## Filmographie

### En tant que réalisateur
- 1999 : Les Prédateurs (The Hunger) (saison 2, épisode 2)
- 2012 : Loom (court métrage)
- 2016 : Morgane (Morgan)
- 2017 : 2036: Nexus Dawn et 2048: Nowhere to Run (courts-métrages préquelles de Blade Runner 2049)
- 2020 : Raised by Wolves (saison 1, épisodes 3 et 4)

### En tant que scénariste
- 2016 : Morgane (Morgan)

### En tant que producteur
- 2016 : Morgane (Morgan)

### Autres
- 1977 : Les Duellistes (The Duellists) de Ridley Scott (figurant)
- 1992 : 1492 : Christophe Colomb (1492: Conquest of Paradise) de Ridley Scott (département artistique)
- 2014 : Exodus: Gods and Kings de Ridley Scott (réalisateur de la seconde équipe)
- 2015 : Seul sur Mars (The Martian) de Ridley Scott (réalisateur de la seconde équipe)